# Questa mediterranea
Questa mediterranea är en ringmaskart som beskrevs av Giere och Erséus 1998. Questa mediterranea ingår i släktet Questa och familjen Questidae. Inga underarter finns listade i Catalogue of Life.